# 青藏龙胆
青藏龙胆（学名：Gentiana futtereri）是龙胆科龙胆属的植物。分布在缅甸以及中国大陆的四川、云南、西藏、青海等地，生长于海拔2,800米至4,400米的地区，多生长于高山草甸、河滩草地、灌丛中、山坡草地或林下，目前尚未由人工引种栽培。